# 29873 Bertachini
29873 Bertachini este o planetă minoră (asteroid), cu un diametru de 3,004 km, din centura de asteroizi. A fost descoperită pe 10 aprilie 1999 la Stația Anderson Mesa de Lowell Observatory Near-Earth-Object Search. 
Obiectul prezintă o orbită caracterizată de o semiaxă mare de 2,541715 UAi, o excentricitate de 0,11, o înclinație de 4,557 ° în raport cu ecliptica.